# Кортес, Габриэль
Габриэль Джон Кортес Касьерра (исп. Gabriel Jhon Cortéz Casierra; род. 10 октября 1995[…], Эсмеральдас) — эквадорский футболист, полузащитник клуба «Барселона» (Гуаякиль) и сборной Эквадора.

## Клубная карьера
Кортес — воспитанник клуба «Индепендьенте дель Валье». В 2012 году Габриэль был включён в заявку клуба на участие в чемпионате. 1 июля в матче против «Депортиво Куэнка» он дебютировал в эквадорской Примере. 6 июля 2014 года в поединке против «Ольмедо» Кортес забил свой первый гол за «Индепендьенте дель Валье».
В 2016 году Габриэль помог клубу выйти в финал Кубка Либертадорес. В 2017 году в матчах Кубка Либертадорес против перуанского «Депортиво Мунисипаль» и парагвайской «Олимпии» Кортес забил по голу.
В начале 2018 года Кортес перешёл в мексиканский Лобос БУАП. 8 января в матче против «Сантос Лагуна» он дебютировал в мексиканской Примере. В этом же поединке Габриэль забил свой первый гол за Лобос БУАП.

## Международная карьера
В 2011 году Кортес принял участие в домашнем чемпионате Южной Америки. На турнире он сыграл в матчах против команд Боливии и дважды против Уругвая.
Летом того же года Габриэль принял участие в юношеском чемпионате мира в Мексике. На турнире он сыграл в поединке против команды Буркина-Фасо.
В 2015 году Кортес принял участие в молодёжном чемпионате Южной Америки в Уругвае. На турнире он сыграл в матчах против команд Аргентины и Перу.
23 февраля 2017 года в товарищеском матче против сборной Гондураса Рамирес дебютировал за сборную Эквадора.

## Достижения
- Финалист Кубка Либертадорес: 2016